# Ossela
Ossela es una freguesia portuguesa del concelho de Oliveira de Azeméis, con 14,82 km² de superficie y 2.538 habitantes (2001). Su densidad de población es de 171,3 hab/km².